# Трюмо (дзеркало)

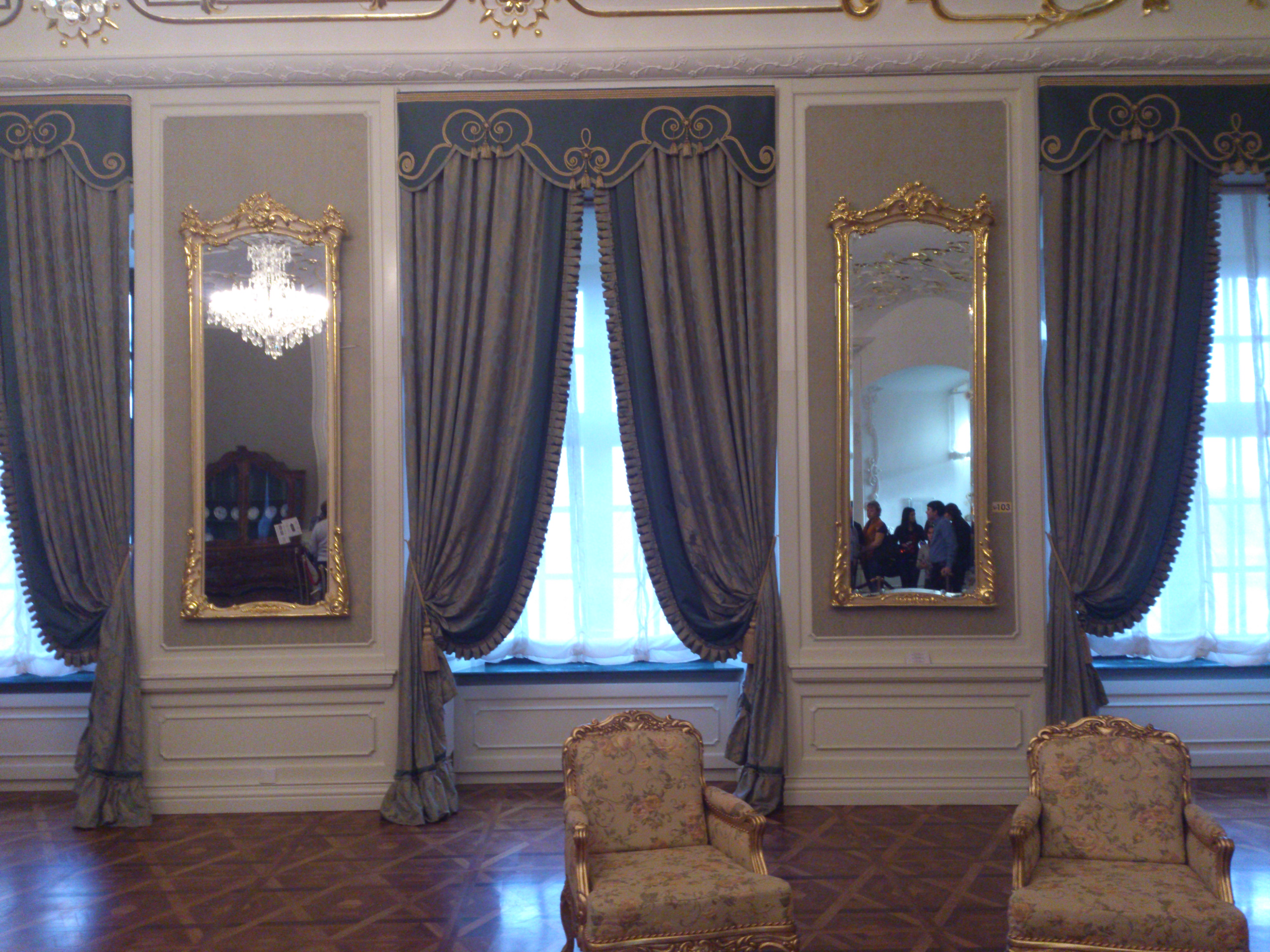
Трюмо в міжвіконних простінках

Трюмо́ (від фр. trumeau — «простінок») — високе стояче дзеркало. Первісно — дзеркало, що розташоване в простінку між віконними проймами («трюмо»).
Трюмо може бути прикріплене до стіни, або бути встановленим на підставці у вигляді низенької шафки, столика. Під трюмо у віконних простінках зазвичай ставлять консольні столики.